# Der City Hai
Der City Hai ist ein US-amerikanischer Actionfilm aus dem Jahr 1986 des Regisseurs John Irvin mit Arnold Schwarzenegger in der Hauptrolle.

## Handlung
Mark Kaminski war einst wegen seiner harten Methoden einer der berüchtigtsten Agenten des FBI. Als er eines Tages jedoch zu rüde gegen den Mörder eines kleinen Mädchens vorgeht, muss er den Dienst quittieren, um einer Anklage und Entlassung durch Staatsanwalt Marvin Baxter zuvorzukommen. Daraufhin zieht sich Kaminski mit seiner Frau Amy in eine verschlafene Kleinstadt in die US-amerikanischen Südstaaten zurück, wo er als Sheriff für Ordnung sorgt.
Nach fünf Jahren als Gesetzeshüter bekommt er von seinem früheren Vorgesetzten, FBI-Chef Harry Shannon, die Chance, wieder rehabilitiert und eingestellt zu werden: In Chicago hat die örtliche Mafia nahezu die Kontrolle übernommen und regiert mit brutaler Hand, während die korrupte Polizei und Justiz mit Schmiergeld zum Schweigen gebracht werden. Auch Harrys Sohn wurde getötet, als er einen Kronzeugen bewachte. Kaminski soll sich deshalb im privaten Auftrag von Harry unter falschem Namen in die Organisation einschleichen und das Vertrauen des Mafia-Paten Luigi Patrovita gewinnen, um so die Voraussetzung zur Zerschlagung der Organisation zu schaffen. Kaminski täuscht seinen eigenen Tod bei einer Explosion in einer Chemiefabrik vor und gibt sich als der verurteilte Schwerverbrecher Joseph P. Brenner aus.
Anfänglich läuft alles nach Plan. Kaminski wird zu Patrovitas Vertrautem und beseitigt nebenbei dessen Konkurrenten innerhalb der Mafia: unter anderem durch einen Plan zur Wiederbeschaffung von Heroin und Bargeld im Wert von 100 Millionen US-Dollar, das die Bundespolizei in einem von Patrovitas Verstecken beschlagnahmt hat, und durch die gleichzeitige Unterstützung bei der Ermordung von Martin Lamanski – einem rivalisierenden Mafiaboss. Als er sich jedoch in Monique verliebt, begeht er einen folgenschweren Fehler: Monique arbeitet als Doppelagentin für Patrovitas Handlanger Max Keller. Max ist nicht davon überzeugt, dass Joseph P. Brenner der ist, für den er sich ausgibt. Es gelingt ihm, Kaminskis Tarnung auffliegen zu lassen, indem er Kaminskis Foto einem Spitzel der Polizei zeigt, die zuvor den echten Brenner verhaftet hatte.
Derweil stellt sich heraus, dass Staatsanwalt Baxter korrupt ist und ebenfalls für Patrovita arbeitet. Max lockt Kaminski in eine Falle, in der er seinen FBI-Freund und Auftraggeber Harry auf einem Friedhof erschießen soll. Als Kaminski jedoch sieht, wen er da töten soll, erschießt er stattdessen Max und seinen Handlanger. Harry, der auf dem Friedhof das Grab seines Sohns besuchte, wird bei der Schießerei schwer verletzt. Kaminski entkommt mit Moniques Hilfe. Er bittet sie, zum Flughafen zu fahren und dort auf ihn zu warten.
Kaminski fährt nun alleine zu Patrovitas Kiesgrube, wo er dessen Handlanger erschießt und eine große Menge an Geld sicherstellt. Dann macht er sich auf den Weg zu Patrovitas Casino und erschießt sämtliche Ganoven, darunter auch Mafiaboss Patrovita selbst. Dem Staatsanwalt Baxter, der verschreckt auf der Erde kauert, gibt er einen Revolver um selbst zu „kündigen“, wie er sagt, oder sich der gerichtlichen Verantwortung zu stellen. Daraufhin richtet Baxter die Waffe auf den Rücken von Kaminski, wird aber von ihm in einer schnellen Reaktion erschossen. Damit ist die Organisation zerschlagen. Kaminski fährt zum Flughafen, wo er Monique 250.000 US-Dollar in bar überreicht. Er bittet Monique, allein zu fliegen, von nun an könne sie ein freies und neues Leben führen. 
Zum Dank für seine Verdienste ist Kaminski wieder beim FBI eingestellt. Zudem lebt er wieder mit Amy zusammen. Kaminski besucht im Krankenhaus den entmutigten Harry Shannon, der sich weigert, eine Bewegungstherapie zu machen. Um sich bei Shannon für seine Hilfe zu bedanken, bittet Kaminski ihn, Pate seines Kindes zu werden, wenn er seine Therapie abschließt, was Shannon annimmt.

## Synchronisation
| Rolle                           | Darsteller            | Sprecher               |
| ------------------------------- | --------------------- | ---------------------- |
| Mark Kaminski/Joseph P. Brenner | Arnold Schwarzenegger | Thomas Danneberg       |
| Monique                         | Kathryn Harrold       | Alexandra Lange        |
| Luigi Patrovita                 | Sam Wanamaker         | Friedrich Schoenfelder |
| Paulo Rocca                     | Paul Shenar           | Norbert Langer         |
| Baker                           | Ed Lauter             | Friedrich G. Beckhaus  |
| Max Keller                      | Robert Davi           | Manfred Lehmann        |
| Marvin Baxter                   | Joe Regalbuto         | Joachim Pukaß          |
| Martin Lamanski                 | Steven Hill           | Wolfgang Völz          |
| Chief Harry Shannon             | Darren McGavin        | Joachim Nottke         |
| Amy Kaminski                    | Blanche Baker         | Traudel Haas           |
| Jesus                           | Thomas Rosales Jr.    | Hans-Jürgen Wolf       |

## Hintergrund

### Dreharbeiten
Laut Berichten des Hollywood Reporter und der Variety begannen die Dreharbeiten am 19. Oktober 1985 in Chicago, hauptsächlich für Außenaufnahmen. Nach zwei Wochen wurden die Dreharbeiten in die North Carolina Film Corporation Studios in Wilmington im US-Bundesstaat North Carolina verlegt, die zur De Laurentiis Entertainment Group angehörten. Dort wurden die Innenaufnahmen gedreht. Laut der Produzentin Martha Schumacher konnte die Produktionsfirma durch den Umzug in den Studios die Produktionskosten um etwa 1 Million US-Dollar senken.

### Trivia
- Die Erdöl-Raffinerie, die Mark Kaminski am Anfang des Filmes in die Luft sprengt, trägt den Namen Irvin Oil Processing Company. Der Name ist abgeleitet vom Regisseur John Irvin.
- Das Auto, welches Schwarzenegger am Ende des Filmes fährt, ist dasselbe, das er zwei Jahre später im Film Twins – Zwillinge stiehlt. In Twins hatte das Fahrzeug noch zwei Bullenhörner zusätzlich auf der Motorhaube.
- Die von Arnold Schwarzenegger verkörperte Figur Mark Kaminski ist Vorbild für den Filmcharakter McBain in der Zeichentrickserie Die Simpsons, der von einem Schauspieler gespielt wird, der wiederum Arnold Schwarzenegger sehr ähnelt (Rainier Wolfcastle).

## Rezeption

### Einspielergebnisse
Der Film kam am 6. Juni 1986 in den US-amerikanischen Kinos und spielte an seinem Eröffnungswochenende etwa 5,4 Millionen US-Dollar ein. Insgesamt spielte der Film in den Vereinigten Staaten ca. 16,2 Millionen US-Dollar ein. Für andere Länder sind keine Einspielergebnisse bekannt. Am 21. August 1986 kam der Film in den bundesdeutschen Kinos und verzeichnete dort rund 557.000 Besucher. Der Film erreichte für das Jahr 1986 Platz 46 der deutschen Kinocharts.
Laut Berichten der Los Angeles Times sollen die Produktionskosten bei etwa 11 Millionen US-Dollar betragen haben.

### Kritiken
Der Film erhielt überwiegend negative Kritiken. Das Filmkritik-Portal Rotten Tomatoes gibt für den Film 25 % positive Rezensionen an und er hat einen Metascore von 44 von 100 bei Metacritic.
Roger Ebert schrieb in der Chicago Sun-Times vom 6. Juni 1986, dass der Film am Ende von dem am Anfang verfolgten Konzept entfernt sei. Wie der Film Die City-Cobra opfere er die Handlung, die Charaktere, die Logik, die Plausibilität, die Kunst, den Geschmack und den Stil dem „Fetisch der Aktion ohne Pause“.
Das Lexikon des internationalen Films befand: „Lediglich an spektakulärer Action und dem bluttriefenden Schluss interessierte, äußerst fragwürdige Unterhaltung ohne inszenatorische und schauspielerische Qualitäten.“